# Bobbi Campbell
Robert Boyle "Bobbi" Campbell Jr. (28 de janeiro de 1952 – 15 de agosto de 1984) foi um enfermeiro de saúde pública e um dos primeiros ativistas da AIDS nos Estados Unidos. Em setembro de 1981, Campbell se tornou a 16ª pessoa em São Francisco a ser diagnosticada com sarcoma de Kaposi, quando isso era um substituto para um diagnóstico de AIDS. Ele foi o primeiro a se declarar publicamente como uma pessoa com o que veio a ser conhecido como AIDS, escrevendo uma coluna regular no San Francisco Sentinel, distribuído em todo o país, descrevendo suas experiências e postando fotos de suas lesões de SK para ajudar outros franciscanos a saber o que procurar, bem como ajudar a escrever o primeiro manual de sexo seguro de São Francisco.
Ele rapidamente se tornou um dos principais ativistas co-fundadores da People With AIDS San Francisco em 1982 e então, no ano seguinte, com homens HIV+ de todos os Estados Unidos, ele co-escreveu os The Denver Principles, o manifesto definidor do Movimento de Auto-Capacitação de Pessoas com AIDS. Aparecendo na capa da Newsweek e sendo entrevistado em reportagens nacionais, Campbell elevou o perfil nacional da crise da AIDS entre os heterossexuais e forneceu uma face reconhecível da epidemia para as comunidades afectadas. Ele também pressionou Margaret Heckler, Secretária de Saúde e Serviços Humanos na administração Reagan, tanto sobre questões práticas como sobre práticas médicas estigmatizantes que afectam as pessoas com AIDS. Ele também continuou a fazer campanha pelos direitos LGBT+, falando fora da Convenção Nacional Democrata de 1984 um mês antes de sua morte por criptosporidíase.

## Antes da crise da AIDS
Nascido na Geórgia e criado em Tacoma, Washington, Bobbi Campbell formou-se em enfermagem pela Universidade de Washington e foi voluntário nos Serviços de Aconselhamento para Minorias Sexuais de Seattle, o primeiro serviço de aconselhamento dirigido por gays para gays no país, enquanto era politicamente ativo em Seattle durante a onda inicial de libertação gay da cidade na década de 1970. Ele viveu em comunidade em Capitol Hill com outros ativistas gays no que era conhecido informalmente como "Coletivo de Homens Gays da East John Street", descrito por seu ex-amante Tom Richards como "uma casa notória e famosa com cores coloridas e pessoas pequenas."
Campbell mudou-se de Seattle para São Francisco em 1975, conseguindo um emprego em um hospital perto de The Castro e mergulhando na vida política e social da comunidade, que se tornou um centro para a comunidade LGBT nos anos anteriores. Em 1981, ele se matriculou em um programa de treinamento na Universidade da Califórnia em São Francisco, para se tornar enfermeiro de saúde de adultos, com o objetivo de focar na saúde da comunidade gay e lésbica.

## Diagnóstico e ativismo local
Começando com um caso de herpes zoster em fevereiro de 1981, Bobbi Campbell sofreu uma sucessão de doenças incomuns, incluindo leucopenia no final daquele verão. Depois de caminhar pelo Monumento Nacional Pinnacles com seu namorado em setembro daquele ano, ele notou em seus pés lesões de sarcoma de Kaposi (SK), então considerado um câncer raro em homens judeus idosos, mas com alarmante números de casos que aparecem na Califórnia e na Cidade de Nova Iorque e agora são conhecidos por estarem intimamente associados à AIDS. Ele foi formalmente diagnosticado como tendo SK pelo dermatologista Marcus Conant em 8 de outubro de 1981. Este se tornaria o primeiro diagnóstico de Conant de um paciente com o que ficaria conhecido como AIDS; Campbell trazia uma rosa para Conant todos os anos para comemorar o aniversário de seu diagnóstico.
Enquanto o New York Native publicava várias histórias sobre o "câncer gay" começando a se espalhar pela cidade, com escritos médicos detalhados de Lawrence D. Mass, um médico e psiquiatra gay, a imprensa gay de São Francisco ignorou amplamente a epidemia nascente. O interesse de Campbell em extensão educacional e o interesse profissional na saúde sexual gay combinaram-se para inspirá-lo a aumentar a conscientização. Como resultado, em outubro de 1981, mesmo mês em que foi diagnosticado, Campbell colocou fotos de suas lesões de SK na vitrine da Farmácia Star na Rua Castro, 498, instando os homens com lesões semelhantes a procurar atendimento médico. Ao fazer isso, ele criou e exibiu o primeiro pôster sobre AIDS em São Francisco.

Depois de conversar com Randy Alfred, amigo e editor do San Francisco Sentinel, Campbell concordou em escrever uma coluna "para desmistificar a história da AIDS". Em seu primeiro artigo, em 10 de dezembro de 1981, ele se proclamou o "KS Poster Boy" (mais tarde "AIDS Poster Boy"), tornando-se a primeira pessoa nos Estados Unidos a divulgar publicamente que estava sofrendo de "câncer gay", escrevendo:
O objetivo do garoto-propaganda é arrecadar interesse e dinheiro para uma causa específica, e tenho aspirações de fazer isso em relação ao câncer gay. Estou escrevendo porque tenho determinação de viver. Você também... não é?
Este artigo se transformou em uma coluna regular no Sentinel – e distribuída em jornais que atendem à comunidade LGBT em todo o país – descrevendo suas experiências. Em 10 de janeiro de 1982, Campbell foi entrevistado por Alfred para o programa The Gay Life na KSAN-FM, com os médicos Marcus Conant e Paul Volberding; a entrevista foi arquivada pela GLBT Historical Society.
Campbell juntou-se às Sisters of Perpetual Indulgence na época da crise de saúde no início de 1982; em sua persona de "irmã" como Irmã Florence Nightmare RN, ele foi co-autor do primeiro manual de sexo seguro de São Francisco, Play Fair! , escrito em linguagem simples e positiva em relação ao sexo, usando o humor para fermentar conselhos práticos. As Irmãs foram precoces a sensibilizar e angariar fundos para a iminente pandemia da AIDS e continuam a aumentar a sensibilização para a saúde sexual; muitas Ordens distribuem regularmente preservativos e participam em eventos para educar as pessoas sobre questões de saúde sexual.
Em fevereiro de 1982, a convite de Conant e Volberding, Campbell e Dan Turner, que acabara de ser diagnosticado com SK, participaram do que acabou sendo a reunião de fundação da KS/AIDS Foundation, que mais tarde se tornou a San Francisco AIDS Foundation, da qual Campbell então atuou no conselho. Campbell também se envolveu com o Projeto Shanti (que mudou de seu foco original, apoiar pessoas com câncer terminal, para ajudar a fornecer apoio emocional a pessoas diagnosticadas com AIDS que enfrentam a morte) e persuadiu relutantes médicos para permitir que ele atendesse e aconselhasse pacientes com AIDS na clínica SK de Conant.

## O Movimento People With AIDS
Em 1982, Campbell e Turner convocaram uma reunião que gerou People With AIDS em São Francisco, fundando o "Movimento de Auto-Capacitação de Pessoas com AIDS" ou Movimento PWA, rapidamente seguido por Michael Callen e Richard Berkowitz, autores de How to Have Sex in an Epidemic, na Cidade de Nova Iorque. Além de argumentar que as pessoas com AIDS deveriam esperar participar ativamente na resposta à crise da AIDS, o Movimento PWA rejeitou os termos "vítima de AIDS" e "paciente de AIDS", como Campbell explicou em entrevistas, por exemplo:
O BAR publicou uma matéria sobre um amigo meu... a manchete dizia "Tesoureiro da Coalizão vítima de SK" e meu amigo, que é o sujeito desta entrevista, ficou muito infeliz porque a implicação de "vítima de SK" significa que o ônibus passou em cima de você e você fica deitado na rua, achatado. E ele está muito vivo; eu também. Não me sinto uma “vítima”.
Com outros membros do People With AIDS San Francisco, Campbell organizou a primeira marcha à luz de velas para chamar a atenção para a situação das pessoas com AIDS e para lembrar aqueles que morreram de AIDS. Em 2 de maio de 1983, eles marcharam atrás de uma bandeira "Lutando por nossas vidas" pela primeira vez, atraindo cerca de 10.000 pessoas. Em 23 de maio de 1983, People With AIDS San Francisco votaram para enviar Campbell e Turner à Quinta Conferência Nacional de Saúde para Lésbicas e Gays, na qual seria realizado o Segundo Fórum Nacional sobre AIDS.
O esforço de Campbell e dos seus colegas para persuadir as organizações de serviço a patrocinarem homens gays com AIDS para participarem na Conferência foi um momento chave no Movimento de Auto-Capacitação de Pessoas com AIDS. Michael Callen escreveu posteriormente que, apesar de uma sensação crescente de serem tratados com condescendência, não ocorreu aos nova-iorquinos com diagnóstico de AIDS "ser nada mais do que receptores passivos de cuidado e preocupação genuínos"; assim que as pessoas com AIDS perceberam que podiam defender-se a si próprias, as lições aprendidas com o movimento feminista e pelos direitos civis ajudaram a uma aceitação mais generalizada da noção de auto-capacitação.
O movimento nacional PWA se uniu totalmente quando Campbell assumiu o comando de uma discussão onde, com Callen, Turner e outros, ele redigiu os Denver Principles, o manifesto definidor do Movimento PWA, que, novamente, começam com a rejeição dos termos "vítima" e "paciente". Campbell e os São Franciscanos tinham pensamentos diferentes sobre a origem (etiologia) da AIDS de Callen e dos nova-iorquinos - Campbell descreveu como "louca" a ideia de que a AIDS foi causada pela promiscuidade, uma perspectiva defendida por Callen e Berkowitz (e seu médico Joseph Sonnabend) na época - e os Denver Principles representam uma "síntese cuidadosa" dessas duas posições:
Os ativistas – num eco das feministas radicais Lavender Menace que invadiram o palco da convenção NOW em 1970 – decidiram invadir o palco da sessão de encerramento do Segundo Fórum Nacional sobre a AIDS para apresentar os Denver Principles. À medida que cada um dos 11 homens lia uma das 11 declarações, faziam-no com a faixa "Lutando pelas nossas vidas" atrás deles, da marcha de São Francisco no início daquele mês; estas palavras tornaram-se o slogan do Movimento PWA.
Após a conferência, Campbell voou para Nova Iorque com Callen, Berkowitz e Artie Felson, organizando e planejando organizações locais e nacionais da PWA no avião. Na chegada, eles organizaram uma organização PWA na cidade, apesar da oposição inicial da Gay Men's Health Crisis. Eles também planejaram uma organização nacional da PWA que foi inaugurada na Cidade de Nova Iorque em junho de 1984. A PWA-Nova Iorque passou a criar o primeiro pôster de sexo seguro a aparecer em uma casa de banhos gay na cidade.
Em junho de 1984, a Parada Anual do Dia da Liberdade Gay de São Francisco foi dedicada pela primeira vez às pessoas com AIDS. Dykes on Bikes lideram o desfile desde meados da década de 1970 e People With AIDS seguiram imediatamente atrás.

## Ativismo mais amplo
Inicialmente, houve muito pouca cobertura da crise da AIDS fora da comunidade gay - enquanto 1982 viu 800 casos relatados e 350 mortes relacionadas à AIDS nos Estados Unidos, havia apenas 6 histórias sobre a AIDS nas principais redes de notícias e a mídia impressa até maio de 1983 incluía pouca cobertura além da imprensa gay e do San Francisco Chronicle - Lawrence Altman, escritor médico do The New York Times teve um artigo recusado em 1981, e Jerry Bishop, escritor científico do O Wall Street Journal teve um artigo sobre AIDS recusado por seu editor no início de 1982, enquanto o Chronicle contratou Randy Shilts para reportar sobre AIDS em tempo integral em 1982. Campbell e Conant apareceram nas primeiras reportagens transmitidas nacionalmente sobre o "câncer gay" em 12 de junho de 1982, onde Barry Petersen entrevistou Campbell, Larry Kramer e James Curran, que liderou a força-tarefa do CDC, para a CBS News.
Depois de ter sido criticado por omitir qualquer cobertura de um evento beneficente no Madison Square Garden em Abril de 1983, o The New York Times aumentou a sua cobertura sobre a AIDS, estabelecendo o tom para um aumento na mídia impressa. Um dos primeiros artigos de maior destaque apresentando a AIDS à comunidade heterossexual foi o artigo de capa da edição de 8 de agosto de 1983 da Newsweek, mostrando Campbell e seu amante Bobby Hilliard e intitulado "EPIDEMIA: A doença misteriosa e mortal A chamada AIDS pode ser a ameaça à saúde pública do século. Como começou? Pode ser interrompida?" —apenas a segunda vez que um homem abertamente gay apareceu na capa de uma revista de notícias do mercado de massa, embora com Hilliard identificado como o "amigo" de Campbell. Na semana seguinte, com Callen, Berkowitz, Felson e Turner, ele se encontrou com Margaret Heckler, Secretária de Saúde e Serviços Humanos na administração Reagan. Eles consideraram que Heckler era receptiva a sugestões e, quando Campbell insistiu na questão dos atrasos nos pedidos de pessoas com AIDS para a Segurança Social, ela prometeu levantar o assunto com o seu homólogo na Administração da Segurança Social.
Na primeira Conferência de Enfermagem Clínica sobre AIDS, em Washington, D.C., em 7 de outubro de 1983, Campbell apresentou uma sessão de pôsteres, "vestido para o papel", com calças brancas e jaleco. A sessão de pôsteres foi projetada para ajudar médicos e enfermeiros a compreender a mensagem dos Denver Principles, sobre o respeito pelas pessoas com AIDS, em vez de considerá-las como "vítimas". Durante a conferência, ele assistiu a uma palestra de uma enfermeira de controle de infecção nos Institutos Nacionais da Saúde, onde descobriu que a política de "consciência máxima" da agência recomendava o uso de etiquetas verdes elétricas "Precaução contra a AIDS" nos quartos dos pacientes com AIDS, tubos de sangue e lavanderia. Com Artie Felson, ele gritou do fundo da sala seu desgosto pela política "assustadora" e organizou uma reunião improvisada da National Association of People With AIDS, onde decidiram fazer uma visita a Heckler em sua casa. escritório em Bethesda, Maryland. Eles falaram com Shelley Lengel, porta-voz da nova Linha Nacional de Apoio à AIDS, mas Lengel não ligou de volta com mais informações sobre a política.
Em janeiro de 1984, quando Dan White, o assassino do supervisor gay de São Francisco Harvey Milk e do prefeito George Moscone, estava prestes a receber liberdade condicional, Campbell e Hilliard ficaram do lado de fora da Soledad State Prison. Como White foi transportado para Los Angeles por medo de ataques retributivos, a mídia assistente teve pouco a cobrir além de Campbell com uma placa que dizia "A homofobia de Dan White é mais mortal do que a AIDS", trazendo mais atenção nacional para a crise de saúde.
Mais tarde naquele ano, Campbell viajou com Angie Lewis para Nova Orleans para a convenção anual da Associação Americana de Enfermeiros em junho, onde fizeram uma apresentação de 45 minutos ou uma hora - possivelmente uma sessão plenária - sobre AIDS e HIV, tendo sido convidada no último minuto; Lewis sugeriu que isso pode ter acontecido porque a AAE não tinha certeza sobre como hospedar a sessão.
Campbell fez um de seus últimos discursos na Marcha Nacional pelos Direitos de Lésbicas e Gays, quando a Convenção Nacional Democrata de 1984 foi realizada em São Francisco, em julho. Ele foi apresentado como feminista, democrata registrado e pessoa com AIDS; ele atuou como diretor do conselho da Fundação Nacional contra a AIDS e no comitê diretor da Federação de Organizações relacionadas à AIDS, fundou a Associação Nacional de Pessoas com AIDS e testemunhou perante subcomitês do Congresso. Campbell disse à multidão que abraçou seu namorado na capa da Newsweek e depois beijou Hilliard no palco "para mostrar à América Central que o amor gay é lindo", criticando a direita cristã por usar as escrituras para justificar sua homofobia. Depois de criticar a falta de progresso feito pela administração Reagan, ele manteve 15 segundos de silêncio pelos 2.000 que morreram de AIDS naquele momento "e [para] aqueles que morrerão antes que isto acabe", antes de lançar expõe uma série de preocupações a serem abordadas pelos políticos - incluindo o aumento do financiamento tanto para a investigação como para os serviços de apoio e um aviso sobre o potencial de discriminação com o advento de um teste para o HTLV-3 (agora conhecido como HIV) - e apela a todos os candidatos em nas próximas eleições para nos reunirmos com pessoas com AIDS.
Duas semanas depois, Campbell apareceu no CBS Evening News em uma entrevista ao vivo via satélite com Dan Rather. Embora os rumores e o medo da AIDS tivessem chegado ao grande público, os factos ainda não tinham chegado, por isso Campbell foi colocado numa cabine de vidro, com técnicos recusando-se a aproximar-se dele para ligar os microfones para a entrevista.

## Morte e legado

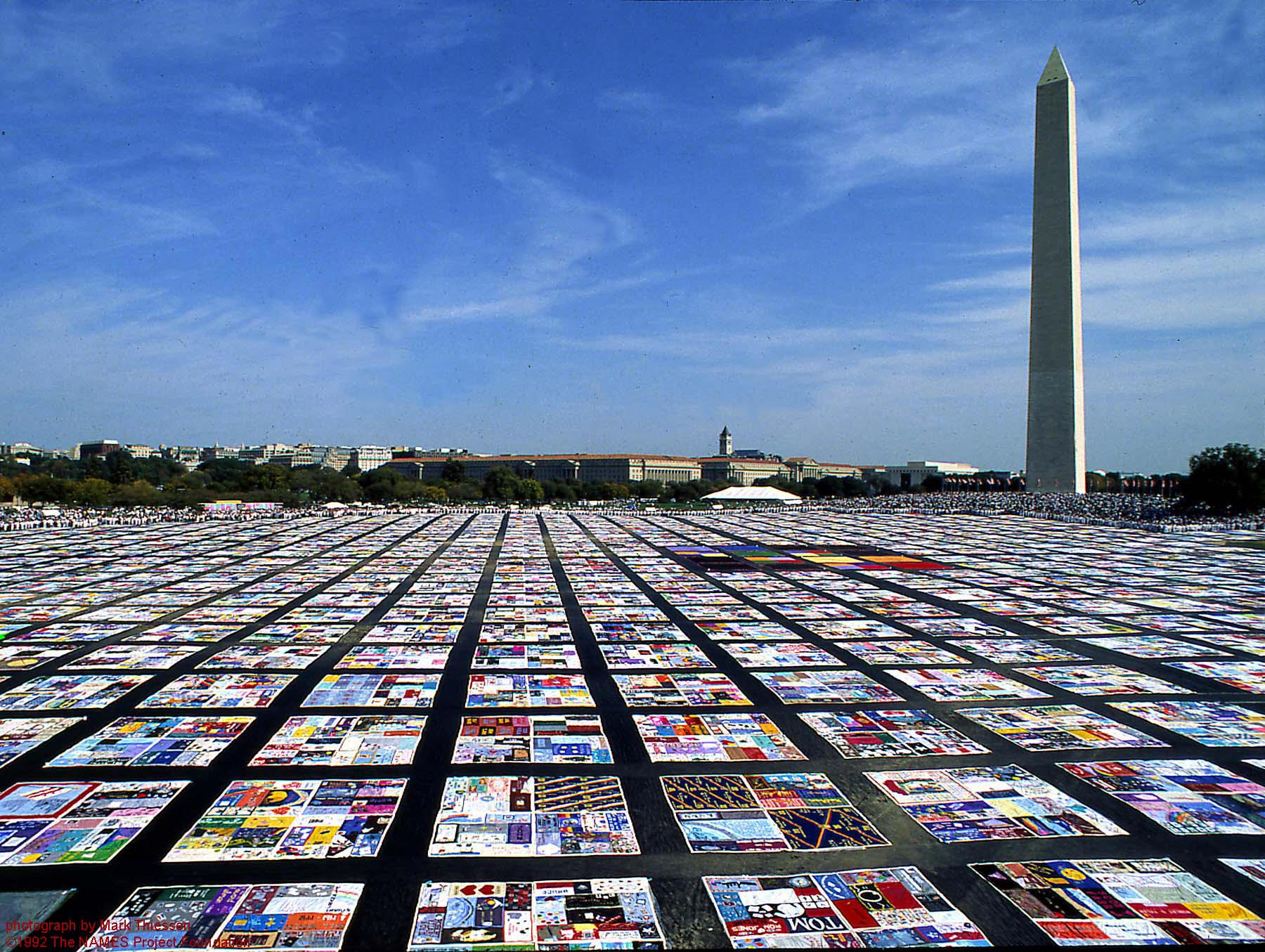
NAMES Project AIDS Memorial Quilt em frente ao Monumento a Washington

Poucos dias depois do discurso do DNC, outro caso de herpes deixou cicatrizes em sua cabeça; dentro de semanas ele foi hospitalizado com criptosporidíase e posteriormente meningite criptocócica. Ao meio-dia de 15 de agosto de 1984, exatamente um mês após seu discurso no DNC e depois de dois dias em suporte vital na terapia intensiva, Campbell morreu no San Francisco General Hospital quando sua pressão arterial caiu rapidamente. Seus pais e seu parceiro Bobby Hilliard estavam ao seu lado. Campbell tinha 32 anos e vivia há mais de 3 anos e meio com AIDS.
Dois dias depois, a cidade fechou a Rua Castro para o cortejo fúnebre de Campbell, onde 1.000 pessoas se reuniram para lembrar Campbell. Um "cântico reverencial" das Sisters of Perpetual Indulgence foi seguido por vários discursos, incluindo Conant e Hilliard, bem como os pais de Campbell e artistas locais (incluindo Lea DeLaria e Holly Near) e uma gravação de áudio de Paul Boneberg apresentando Campbell na Marcha Nacional pelos Direitos de Lésbicas e Gays um mês antes. Em seu obituário de 23 de agosto no Bay Area Reporter, Allen White descreveu o evento como "exatamente o que se deveria esperar para lembrar um herói em uma crise". O programa de rádio Gay Life na KSAN-FM, apresentado por Randy Alfred, editor de Campbell no Sentinel, cobriu seu memorial durante duas semanas, em 16 e 23 de setembro de 1984. Seu corpo foi levado de volta ao estado de Washington e enterrado no New Tacoma Cemetery em Tacoma, Washington. Campbell manteve um diário durante toda a vida; Angie Lewis providenciou para que o diário fosse doado aos UCSF Archives and Special Collections.
A Parada do Dia da Liberdade Lésbica/Gay de 1985 foi dedicada a Campbell, pelo trabalho que ele fez como uma pessoa com AIDS, e como um símbolo para todos nós que continuamos a lutar contra a ameaça que A AIDS representa para a nossa sobrevivência." Em 2015, o grupo "Let's Kick ASS - AIDS Survivor Syndrome" pretendia que uma placa comemorativa fosse erguida no local da Star Pharmacy (agora uma Walgreens), onde Campbell colocou pela primeira vez imagens de suas lesões de SK. A partir de 2016, Bobbi Campbell é homenageado em 4 painéis separados do NAMES Project AIDS Memorial Quilt.
No docudrama de 1993 para TV And the Band Played On, adaptado do livro homônimo de Randy Shilts sobre os primeiros dias da crise da AIDS, Campbell foi interpretado por Donal Logue. Campbell foi retratado por Kevin McHale na minissérie docudrama de 2017, When We Rise escrita por Dustin Lance Black para narrar o movimento pelos direitos dos homossexuais. O nome "Bobbi Campbell" e os nomes de várias outras figuras-chave da época foram apresentados no National Case Problem de 2007-08 da American Mock Trial Association, embora em um caso fictício, não relacionado à vida de Campbell.